# ドゥードゥー (小惑星)
ドゥードゥー (564 Dudu) は小惑星帯の小惑星である。パウル・ゲッツによってハイデルベルクのケーニッヒシュトゥール天文台で発見された。
フリードリヒ・ニーチェの著書『ツァラトゥストラはこう語った』に登場する人物に因んで命名された。
2008年1月に鹿児島県で掩蔽が観測された。